# Lekkoatletyka na Letnich Igrzyskach Olimpijskich 2020 – sztafeta 4 × 400 m kobiet
Sztafeta 4 × 400 metrów kobiet – jedna z konkurencji biegowych rozegranych podczas igrzysk olimpijskich w Tokio.

## Terminarz
Źródło: olympics.com.
| Data            | Godzina |            |
| --------------- | ------- | ---------- |
| 5 sierpnia 2021 | 19:25   | Eliminacje |
| 7 sierpnia 2021 | 21:30   | Finał      |

## Rekordy
Tabela prezentuje rekord świata, rekord igrzysk olimpijskich, rekordy kontynentów oraz najlepszy wynik na listach światowych przed rozpoczęciem zawodów.
|                             | Państwo                                                                                               | Wynik   | Miejsce   | Data                     |
| --------------------------- | --- | ------- | --------- | ------------------------ |
| Rekord świata               | ZSRR · (Tatjana Ledowska, Olga Nazarowa, Marija Pinigina, Olha Bryzhina)                              | 3:15,17 | Seul      | 1 października 1988(dts) |
| Listy światowe              | Polska · (Małgorzata Hołub-Kowalik, Kornelia Lesiewicz, Justyna Święty-Ersetic, Natalia Kaczmarek)    | 3:26,37 | Chorzów   | 30 maja 2021(dts)        |
| Rekord igrzysk olimpijskich | ZSRR · (Tatjana Ledowska, Olga Nazarowa, Marija Pinigina, Olha Bryzhina)                              | 3:15,17 | Seul      | 1 października 1988(dts) |
| Rekord Afryki               | Nigeria · (Olabisi Afolabi, Fatima Yusuf, Charity Opara, Falilat Ogunkoya)                            | 3:21,04 | Atlanta   | 3 sierpnia 1996(dts)     |
| Rekord Ameryki Południowej  | Brazylia · (Geisa Aparecida Coutinho, Bárbara de Oliveira, Joelma Sousa, Jailma de Lima)              | 3:26,68 | São Paulo | 7 sierpnia 2011(dts)     |
| Rekord Ameryki Północnej    | Stany Zjednoczone · (Denean Howard-Hill, Diane Dixon, Valerie Brisco-Hooks, Florence Griffith-Joyner) | 3:15,51 | Seul      | 1 października 1988(dts) |
| Rekord Australii i Oceanii  | Australia · (Nova Peris, Tamsyn Lewis, Melinda Gainsford-Taylor, Cathy Freeman)                       | 3:23,81 | Sydney    | 30 września 2000(dts)    |
| Rekord Azji                 | Chiny · (An Xiaohong, Bai Xiaoyun, Cao Chunying, Ma Yuqin)                                            | 3:24,28 | Pekin     | 13 września 1993(dts)    |
| Rekord Europy               | ZSRR · (Tatjana Ledowska, Olga Nazarowa, Marija Pinigina, Olha Bryzhina)                              | 3:15,17 | Seul      | 1 października 1988(dts) |

## Rezultaty

### Eliminacje
Awans: Pierwsze trzy z każdego biegu (Q) i dwie z najlepszymi czasami wśród przegranych (q). Źródło: olympics.com.
| Pozycja | Bieg | Tor | Państwo           | Zawodnicy                                                                               | Czas    | Uwagi |
| ------- | ---- | --- | ----------------- | --------------------------------------------------------------------------------------- | ------- | ----- |
| 1.      | 2    | 8   | Stany Zjednoczone | Kaylin Whitney, Wadeline Jonathas, Kendall Ellis, Lynna Irby                            | 3:20,86 | Q,    |
| 2.      | 2    | 9   | Jamajka           | Junelle Bromfield, Roneisha McGregor, Janieve Russell, Stacey-Ann Williams              | 3:21,95 | Q,    |
| 3.      | 1    | 3   | Polska            | Anna Kiełbasińska, Iga Baumgart-Witan, Małgorzata Hołub-Kowalik, Justyna Święty-Ersetic | 3:23,10 | Q,    |
| 4.      | 2    | 3   | Wielka Brytania   | Emily Diamond, Zoey Clark, Laviai Nielsen, Nicole Yeargin                               | 3:23,99 | Q,    |
| 5.      | 2    | 7   | Holandia          | Lieke Klaver, Lisanne de Witte, Laura de Witte, Femke Bol                               | 3:24,01 | q,    |
| 6.      | 1    | 8   | Kuba              | Zurian Hechavarría, Rose Mary Almanza, Sahily Diago, Lisneidy Veitía                    | 3:24,04 | Q,    |
| 7.      | 2    | 6   | Kanada            | Alicia Brown, Sage Watson, Madeline Price, Kyra Constantine                             | 3:24,05 | q,    |
| 8.      | 1    | 4   | Belgia            | Naomi Van Den Broeck, Imke Vervaet, Paulien Couckuyt, Camille Laus                      | 3:24,08 | Q,    |
| 9.      | 2    | 5   | Ukraina           | Kateryna Kłymyuk, Alina Łohwynenko, Wiktorija Tkaczuk, Anna Ryżykowa                    | 3:24,50 | SB    |
| 10.     | 1    | 5   | Niemcy            | Corinna Schwab, Carolina Krafzik, Laura Müller, Ruth Sophia Spelmeyer-Preuß             | 3:24,77 | SB    |
| 11.     | 1    | 9   | Francja           | Sokhna Lacoste, Amandine Brossier, Brigitte Ntiamoah, Floria Gueï                       | 3:25,07 | SB    |
| 12.     | 1    | 6   | Szwajcaria        | Léa Sprunger, Silke Lemmens, Rachel Pellaud, Yasmin Giger                               | 3:25,90 | NR    |
| 13.     | 2    | 4   | Włochy            | Maria Benedicta Chigbolu, Alice Mangione, Petra Nardelli, Rebecca Borga                 | 3:27,74 | SB    |
| 14.     | 1    | 7   | Australia         | Bendere Oboya, Kendra Hubbard, Ellie Beer, Anneliese Rubie-Renshaw                      | 3:30,61 | SB    |
| 15.     | 2    | 2   | Białoruś          | Alaksandra Chilmanowicz, Julija Blizniec, Elwira Hierman, Asteria Uzo Limai             | 3:33,00 |       |
| –       | 1    | 2   | Bahamy            | Doneisha Anderson, Megan Moss, Brianne Bethel, Anthonique Strachan                      | DNF     |       |

### Finał
Źródło: olympics.com.
| Pozycja | Tor | Państwo           | Zawodnicy                                                                               | Czas    | Uwagi |
| ------- | --- | ----------------- | --------------------------------------------------------------------------------------- | ------- | ----- |
| 01 !    | 7   | Stany Zjednoczone | Sydney McLaughlin, Allyson Felix, Dalilah Muhammad, Athing Mu                           | 3:16,85 | SB    |
| 02 !    | 4   | Polska            | Natalia Kaczmarek, Iga Baumgart-Witan, Małgorzata Hołub-Kowalik, Justyna Święty-Ersetic | 3:20,53 | NR    |
| 03 !    | 5   | Jamajka           | Roneisha McGregor, Janieve Russell, Shericka Jackson, Candice McLeod                    | 3:21,24 | SB    |
| 4.      | 3   | Kanada            | Alicia Brown, Madeline Price, Kyra Constantine, Sage Watson                             | 3:21,84 | SB    |
| 5.      | 9   | Wielka Brytania   | Ama Pipi, Jodie Williams, Emily Diamond, Nicole Yeargin                                 | 3:22,59 | SB    |
| 6.      | 2   | Holandia          | Lieke Klaver, Lisanne de Witte, Laura de Witte, Femke Bol                               | 3:23,74 | NR    |
| 7.      | 8   | Belgia            | Naomi Van Den Broeck, Imke Vervaet, Paulien Couckuyt, Camille Laus                      | 3:23,96 | NR    |
| 8.      | 6   | Kuba              | Zurian Hechavarría, Rose Mary Almanza, Sahily Diago, Lisneidy Veitía                    | 3:26,92 |       |